# ホンジュラスの国旗
ホンジュラスの国旗は、青は太平洋とカリブ海、白は国の統一と平和を表す。中央の五星は中央アメリカ連邦再統一への希望を表し、星はそれぞれホンジュラス（中央）、グアテマラ（左上）、エルサルバドル（左下）、ニカラグア（右上）、コスタリカ（右下）をあらわす。2022年に色が明るく変更された。

?軍艦旗
?縦横比2:3の別タイプ

## 歴代の国旗

?1785年までの旗
?1785年 - 1821年
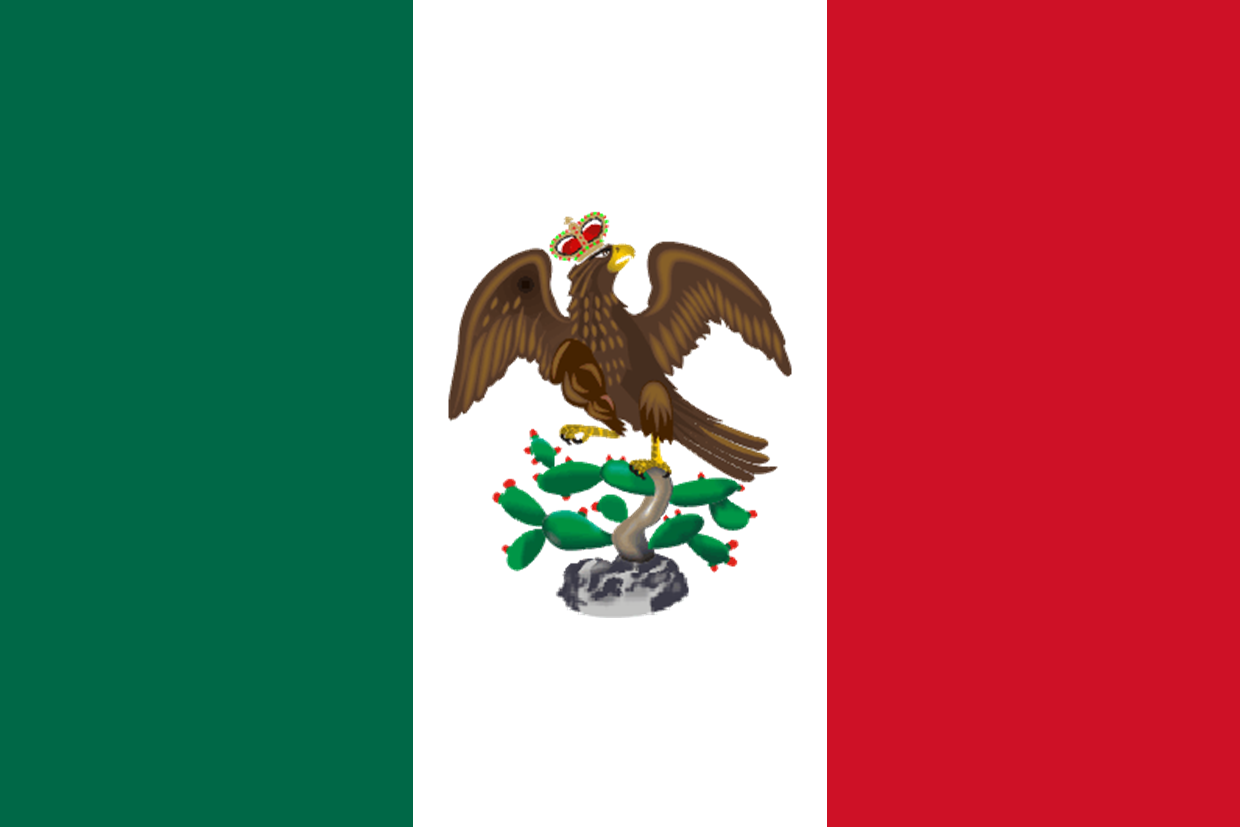
1821年-1823年
?1823年8月21日 - 1824年11月22日
?1824年11月22日 - 1839年
?1839年 -1866年2月16日
?1866年2月16日
?1866年2月16日（別の仕様）
?1898年11月1日 - 1898年11月30日
?1899年制定の国旗
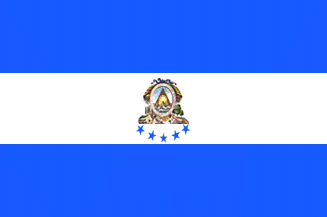
?1866年制定の軍艦旗
1949年から2022年までの国旗